# Quadrangle de Mare Australe

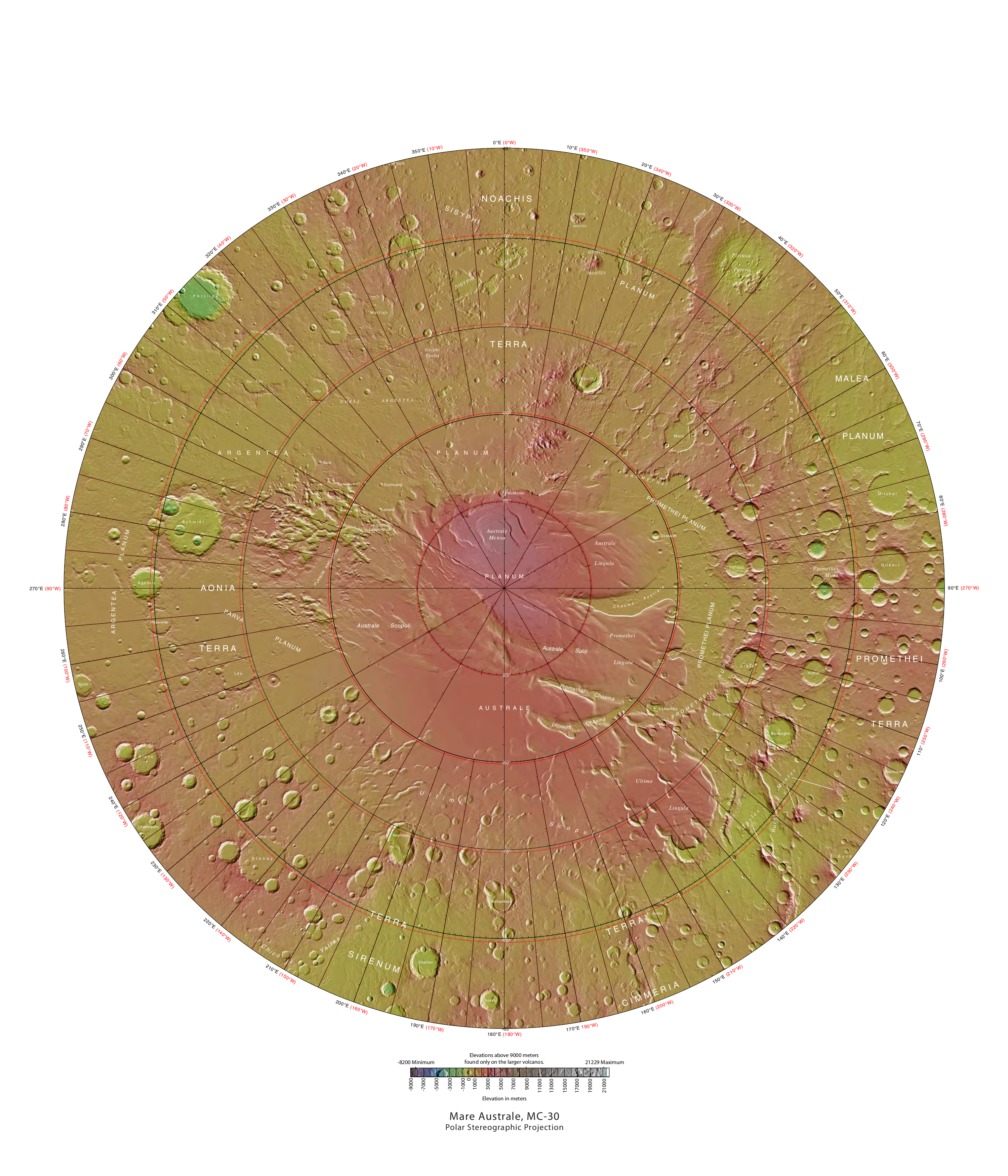
Quadrangle de Mare Australe

Dans le cadre de la géographie de la planète Mars, le quadrangle de Mare Australe — également identifié par le code USGS MC-30 — désigne une région martienne définie par des latitudes comprises entre 65° et 90° S et des longitudes comprises entre 0° et 360° E. 